# 比例原則
比例原則（ひれいげんそく）とは、達成されるべき目的とそのために取られる手段としての権利・利益の制約との間に均衡を要求する原則である。
「雀を撃つのに大砲を使ってはならない」という言葉でしばしば説明される。例えば、比例原則に基づき行政目的を達成するとき、実現したい行政目的と市民の権利と利益を阻害しない為に、行政目的が達成可能な最も規制が低い実現手段を使いることになる。

## 概要
「比例原則」が、「行政法における一般原則」として日本行政法の構成要素をなすことは一般に認められている。また、ドイツ警察法に由来する同原則の３要素、即ち、
1. 目的適合性の原則（手段が目的達成に適合していなければならない）
2. 必要性の原則（規制や制約が必要最小限度でなければならない）
3. 狭義の比例性の原則（目的に対して制約の手段が不釣り合いではない、即ち、目的達成の制約が大きすぎてはならない）

ということが共通認識であると言われている。ただし日本においては(1)や場合によって(2)が外されることが多い。
大陸法においてしばしば「法の一般原則」と呼ばれる。行政法において当初提唱されたものである（警察比例の原則）が、（法域による違いはあるものの）ヨーロッパにおいてはEU法、人権法、刑事訴訟法、労働法その他幅広い分野において用いられている。
日本においては行政法及び刑事訴訟法（捜査比例の原則）において認められており、人権法においてはアメリカ合衆国から継受した違憲審査基準とともに用いられている。